# Lokve (Primorje-Gorski Kotar)
Pour les articles homonymes, voir Lokve.
Lokve est un village et une municipalité située dans le comitat de Primorje-Gorski Kotar, en Croatie. Au recensement de 2001, la municipalité comptait 1 120 habitants, dont 92,32 % de Croates et le village seul comptait 659 habitants.

## Localités
En 2001, la municipalité de Lokve comptait 7 localités :
| - Homer - Lazac Lokvarski - Lokve - Mrzla Vodica | - Sljeme - Sopač - Zelin Mrzlovodički |